# Alexandre Aja

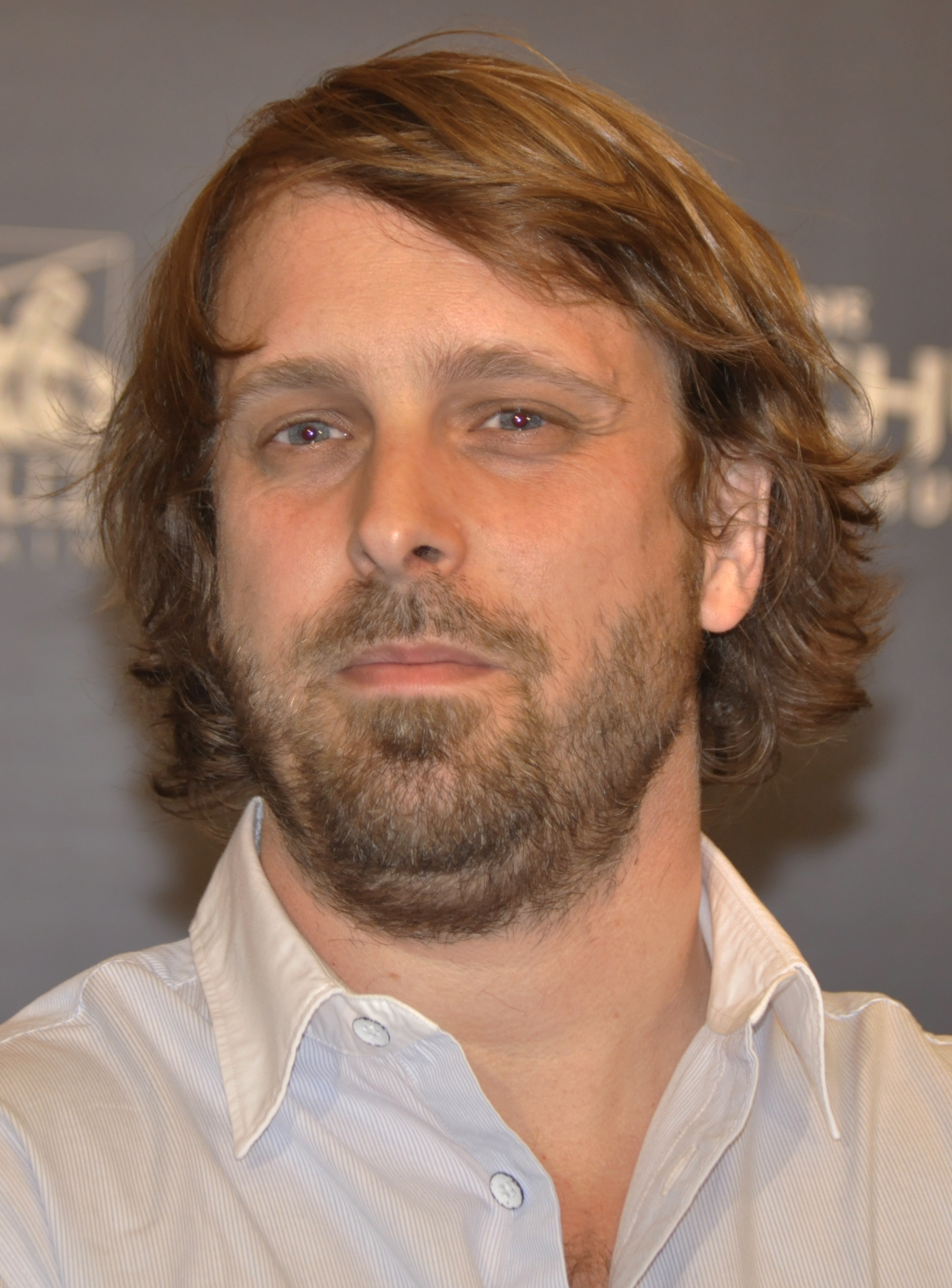
Alexandre Aja (2015)

Alexandre Aja (* 7. August 1977 in Paris als Alexandre Jouan Arcady) ist ein französischer Regisseur, Drehbuchautor und Filmproduzent.

## Leben und Werk
Alexandre Aja ist der Sohn des französischen Filmemachers Alexandre Arcady und der Filmkritikerin Marie Jouan. 1983 trat Aja als Kinderdarsteller in einem Film seines Vaters auf, dem Drama Abschied von Tadjira (Le Grand carnaval). 1992 spielte er in dem Thriller Judgement Day (Le Grand pardon II) abermals in einem Film seines Vaters mit.
Internationale Bekanntheit erlangte Aja als Regisseur und Drehbuchautor des französischen Horrorfilms High Tension von 2003. So setzte das US-Branchenblatt Variety ihn 2004 auf die jährliche Liste der zehn interessantesten jungen Regisseure. 2006 folgte Ajas englischsprachiges Debüt The Hills Have Eyes – Hügel der blutigen Augen, ein Remake von Wes Cravens Horrorklassiker, mit dem er abermals einen Erfolg verbuchen konnte. Auch nach seinem Durchbruch blieb Aja besonders dem Horrorgenre treu, so führte er Regie bei der Splatter-Komödie Piranha 3D (2010), bei der Verfilmung von Joe Hills Fantasy-Novelle Horns (2013) oder dem Horror- und Katastrophenfilm Crawl (2019), der zu seinem bis dato größten finanziellen Erfolg werden sollte. 2021 wurde sein Science-Fiction-Thriller Oxygen auf Netflix veröffentlicht.
Aja war bei den Filmen P2 – Schreie im Parkhaus von 2007 und dem Maniac-Remake Alexandre Ajas Maniac von 2012 als ausführender Produzent und Drehbuchautor beteiligt, die Regie übernahm bei beiden Filmen Franck Khalfoun.
Aja ist mit der marokkanischen Filmemacherin Laïla Marrakchi verheiratet.

## Filmografie
Als Regisseur
- 1997: Over the Rainbow (Kurzfilm)
- 1999: Furia
- 2003: High Tension (Haute tension)
- 2006: The Hills Have Eyes – Hügel der blutigen Augen (The Hills Have Eyes)
- 2008: Mirrors
- 2010: Piranha 3D
- 2013: Horns
- 2016: Das 9. Leben des Louis Drax (The 9th Life of Louis Drax)
- 2019: Crawl
- 2021: Oxygen
- 2024: Never Let Go

Als Drehbuchautor
- 1997: Over the Rainbow (Kurzfilm)
- 1999: Furia
- 2002: Break of Dawn (Entre chiens et loups)
- 2003: High Tension (Haute tension)
- 2006: The Hills Have Eyes – Hügel der blutigen Augen (The Hills Have Eyes)
- 2007: P2 – Schreie im Parkhaus (P2)
- 2008: Mirrors
- 2010: Piranha 3D
- 2012: Alexandre Ajas Maniac (Maniac)

Als Produzent
- 2007: P2 – Schreie im Parkhaus (P2)
- 2010: Piranha 3D
- 2012: Alexandre Ajas Maniac (Maniac)
- 2013: Horns
- 2014: The Pyramid – Grab des Grauens (The Pyramid)
- 2016: The Other Side of the Door
- 2016: Das 9. Leben des Louis Drax (The 9th Life of Louis Drax)
- 2019: Crawl
- 2021: Oxygen
- 2023: Night of the Hunted
- 2024: Never Let Go

Als Darsteller
- 1982: Der Superboß (Le Grand pardon)
- 1983: Abschied von Tadjira (Le Grand carnaval)
- 1989: Waffenbrüder (L’Union sacrée)
- 1992: Judgement Day (Le Grand pardon II)